# Боб Доул
Робърт Джоузеф Доул (на английски: Robert Joseph Dole), познат като Боб Доул, е американски политик и сенатор от щата Канзас от 1969 до 1996 г.
Той е кандидат на Републиканската партия за президент на САЩ на изборите през 1996 г., победен от тогавашния президент Бил Клинтън.
Освен че е бил кандидат за президент на САЩ през 1996 г., той е бил и кандидатът за вицепрезидент на САЩ 20 години по-рано през 1976 г. на президента Джералд Форд. Доул е първият човек, който е избран за кандидат за президент и за вицепрезидент, но никога не е спечелил нито един от тези постове. Преди да стане сенатор, Доул е служил в Камарата на представителите на САЩ от 1961 до 1969 г.
Сенаторът Доул е член на Консултативния съвет на Фондация „Мемориал на жертвите на комунизма“ и специален съветник във Вашингтон, офиса на адвокатска кантора „Алстън и Бърд“.
Доул е женен два пъти. Втората му съпруга е бивш член на кабинета на САЩ и бивша американска сенаторка Елизабет Ханфорд Доул от Северна Каролина.
Той има дъщеря от първия си брак, родена през 1954 г.
Боб Доул умира на 5 декември 2021 г. на 98-годишна възраст.